# Hemigrapsus sanguineus
Hemigrapsus sanguineus (лат.) — вид крабов из семейства Varunidae. Родом из Восточной Азии. Он был завезён в несколько других регионов и в настоящее время является инвазивным видом в Северной Америке и Европе. Его завезли туда суда из Азии, опорожнявшие балластные резервуары в прибрежных водах.

## Внешний вид и строение
Hemigrapsus sanguineus имеет квадратный панцирь шириной 50 мм с тремя зубцами вдоль переднего края, его переоподы (ходильные ноги) покрыты чередующимися светлыми и тёмными полосами. У самцов есть мягкая выпуклая структура у основания подвижного пальца на клешнях. Другие отличительные черты включают три шипа с каждой стороны панциря. Размеры взрослых особей варьируют от 35 до 42 мм в ширину. Hemigrapsus sanguineus — всеядные ракообразные, как правило, предпочитающие животную пищу. По мере увеличения плотности популяции увеличивается и широта рациона этого вида, что говорит о том, что конкуренция изменяет выбор пищи. По состоянию на 2024 год не существует мер против инвазивных популяций этих крабов. Его естественным врагом является Sacculina polygenea, паразит, нападающий на взрослых крабов, специфичный для этого вида.

## Экология и жизненный цикл
Всеядный оппортунист, предпочитающий есть других животных, особенно моллюсков, когда это возможно. Он переносит широкий диапазон солёности (эвригалинный) и температуры (эвритермный).
Самки производят до 50 000 яиц за раз и могут производить 3—4 выводка в год. Из яиц вылупляются личинки-зоэа, которые развиваются через четыре стадии зоэа и одну стадию мегалопы в течение 16-25 дней. Обычно личинки выходят из яиц в конце лета или осенью, и личинки линяют в пять стадий, чтобы стать мегалопами, что обычно занимает около месяца. На этой стадии они оседают на дно и превращаются в взрослых крабов. Личинки планктонные, могут переноситься течением на большие расстояния до превращения в донных взрослых особей.

## Место обитания
Обычно Hemigrapsus sanguineus обитают в местах с большими камнями, например, между валунами на скалистых берегах. Hemigrapsus sanguineus населяет множество искусственных сооружений, например, устричные рифы. H. sanguineus может населять другие среды обитания, например, солёные марши.

## Экологическое воздействие
При появлении этого вида в новой среде обитания их новый ареал быстро расширяется и они вытесняют местные конкурирующие виды крабов. Люди завезли этот вид в места, где он ранее никогда не встречался, но даже там его поедают местные хищные рыбы. Поскольку этих крабов становится очень много, некоторые виды местных рыб даже предпочитают поедать именно их. Это может быть связано с тем, что рты рыб адаптируются к размеру H. sanguineus, поскольку они становится их основной добычей. С другой стороны, местные крабы также приспособились поедать H. sanguineus возможно, из-за доступности их как источника пищи или в качестве стратегии борьбы с хищниками.

## Питание
Поскольку крабы всеядны, они поедают всё, что могут добыть. H. sanguineus предпочитает потреблять животную пищу, но при недостатке корма готовы поедать и растения. Большинство животных, потребляемых H. sanguineus, — мелкие беспозвоночные, такие как мидии, улитки и амфиподы.

## Распространение
Природный ареал H. sanguineus — прибрежные воды северо-западной части Тихого океана, от залива Петра Великого на юге России до Гонконга.